# Philippe Meyer (Mediziner)
Philippe Meyer (* 4. Mai 1933 in Neuilly-sur-Seine; † 1. Mai 2020 in Paris) war ein französischer Mediziner.
Meyer war Professor für Medizin an der Universität von Paris und Mitglied der französischen Akademie der Wissenschaften. Er verfasste viele Bücher über die Philosophie der Medizin und der Wissenschaften und befasste sich geraume Zeit mit der deutsch-französischen Geschichte und verfasste auch zu diesem Thema (Preußen) einige Bücher.

## Schriften (Auswahl)
- Physiologie humaine, Flammarion Médecine (25 janvier 1994), ISBN 2-257-10243-6
- Nervous System and Hypertension. Wiley, ISBN 0-471-04718-X
- Frankreich und Preußen: Vier Jahrhunderte gemeinsamer Geschichte
- Friedrich II. und Frankreich: gemeinsame Berührungspunkte